# Liste der Biografien/Haug
Liste der Biografien |
Portal Biografien |
Personensuche
# |
A |
B |
C |
D |
E |
F |
G |
H |
I |
J |
K |
L |
M |
N |
O |
P |
Q |
R |
S |
T |
U |
V |
W |
X |
Y |
Z |
?
 
Ha |
Hd |
He |
Hi |
Hj |
Hk |
Hl |
Hm |
Hn |
Ho |
Hr |
Hs |
Ht |
Hu |
Hv |
Hw |
Hy
 
Haa |
Hab |
Hac |
Had |
Hae–Haf |
Hag |
Hah |
Hai |
Haj |
Hak |
Hal |
Ham |
Han |
Hao |
Hap |
Haq |
Har |
Has |
Hat |
Hau |
Hav |
Haw |
Hax |
Hay |
Haz
 
Haua |
Haub |
Hauc |
Haud |
Haue |
Hauf |
Haug |
Hauk |
Haul |
Haum |
Haun |
Hauo |
Haup |
Haur |
Haus |
Haut |
Hauv |
Hauw |
Haux |
Hauy |
Hauz
Die Liste der Biografien führt alle Personen auf, die in der deutschsprachigen Wikipedia einen Artikel haben. Dieses ist eine Teilliste mit 211 Einträgen von Personen, deren Namen mit den Buchstaben „Haug“ beginnt.

## Haug
- Haug, Albert (1830–1895), deutscher Arzt
- Haug, Andreas (* 1946), deutscher Designer
- Haug, Andreas (* 1958), deutscher Musikwissenschaftler
- Haug, Anne (* 1983), deutsche TriathletinAnne Haug (* 1983)

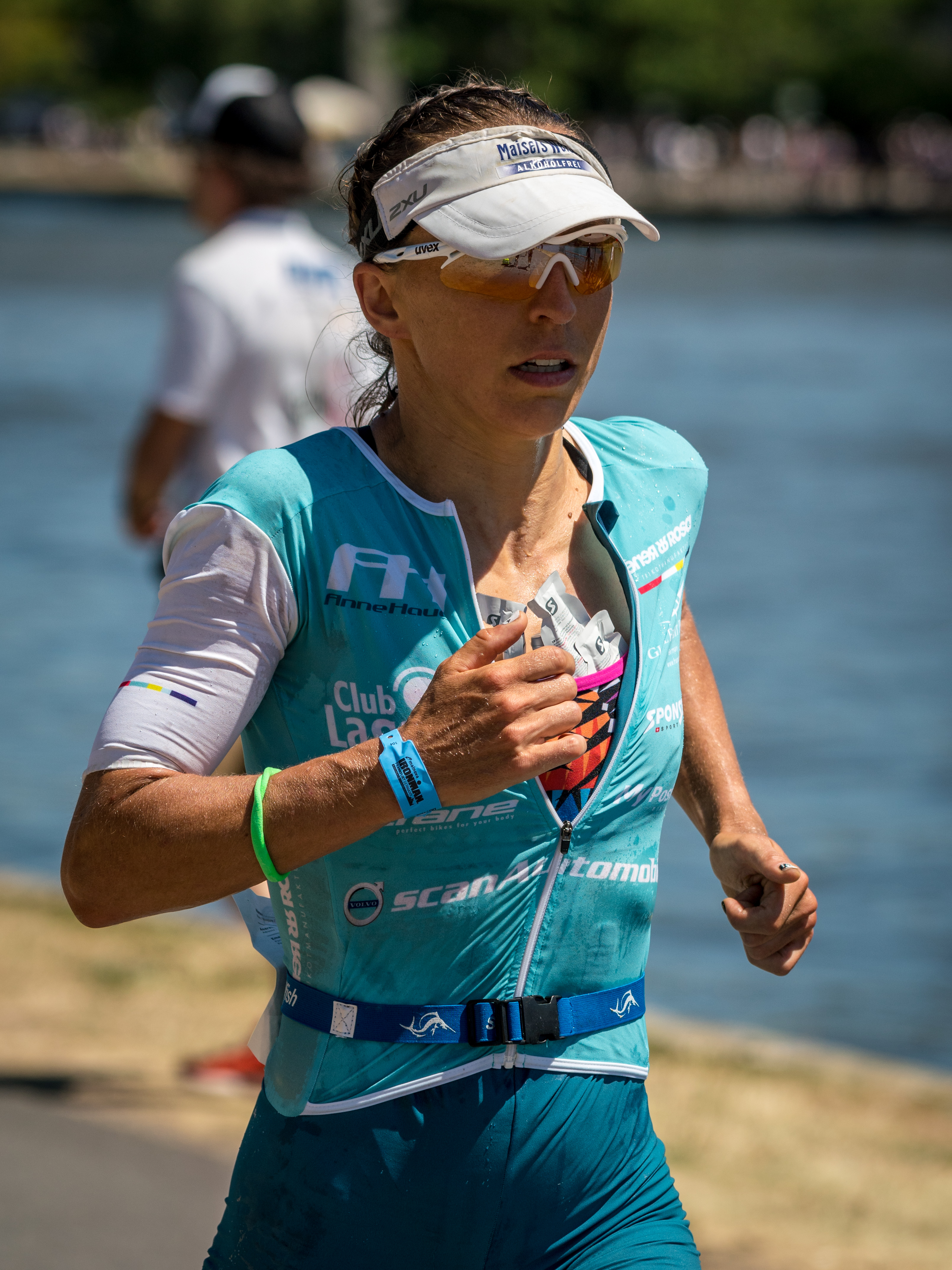
Anne Haug (* 1983)

- Haug, Anne (* 1984), Schweizer Schauspielerin
- Haug, Annette (* 1977), deutsche Klassische Archäologin
- Haug, Anton (1890–1945), banatschwäbischer römisch-katholischer Geistlicher und Märtyrer
- Haug, Balthasar (1731–1792), deutscher Schriftsteller und Geisteswissenschaftler
- Haug, Carl Friedrich (1795–1869), deutscher evangelischer Theologe, Professor für Universalgeschichte an der Universität Tübingen
- Haug, Carl Friedrich (1838–1908), deutscher Ingenieur und Unternehmer
- Haug, Christian Maria (* 1957), deutscher Komponist und Musiker
- Haug, Christine (* 1962), deutsche Buchhändlerin und Buchwissenschaftlerin
- Haug, Eduard (1856–1932), deutsch-schweizerischer Lehrer und Politiker
- Haug, Émile (1861–1927), französischer Geologe
- Haug, Eugenie (1891–1944), deutsche Politikerin (NSDAP)
- Haug, Felix (1952–2004), Schweizer Popmusiker
- Haug, Ferdinand (1837–1925), württembergischer Gymnasiallehrer und Altertumswissenschaftler
- Haug, Franz (* 1942), deutscher Politiker (CDU), Oberbürgermeister von Solingen
- Haug, Friedrich (1761–1829), deutscher Lieder- und Epigrammendichter
- Haug, Friedrich (1908–2004), deutscher Jurist, Richter am Bundessozialgericht (1957–1974)
- Haug, Frigga (* 1937), deutsche Soziologin und PhilosophinFrigga Haug (* 1937)

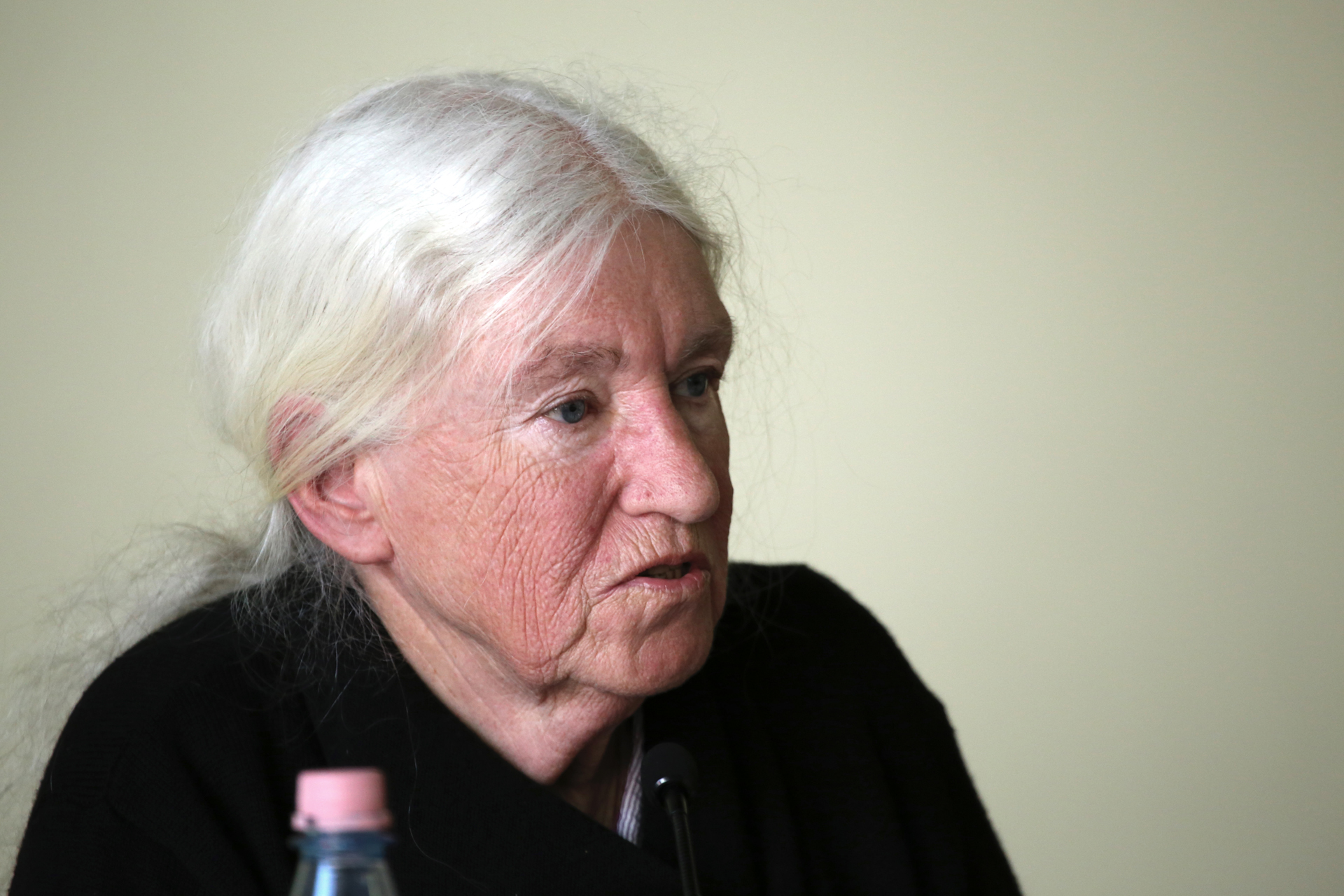
Frigga Haug (* 1937)

- Haug, Georg Christian (1807–1885), württembergischer Oberamtmann
- Haug, Gerald H. (* 1968), deutscher Paläoklimatologe
- Haug, Gotthard (* 1958), deutscher Manager
- Haug, Gottlob (1886–1959), württembergischer Ministerialbeamter
- Haug, Gottlob Friedrich (1769–1850), württembergischer Mechaniker, Uhrmacher und Kartograph
- Haug, Gunter (* 1955), deutscher Schriftsteller
- Haug, Gustav (1871–1956), schweizerischer Komponist sowie Dirigent
- Haug, Hans (1890–1965), deutsch-französischer Kunsthistoriker und Museumsdirektor
- Haug, Hans (1900–1967), Schweizer Komponist
- Haug, Hans (1921–1995), Schweizer Jurist und Mitglied verschiedener Rotkreuz-Organisationen
- Haug, Hans-Jürgen (1946–2010), deutscher Journalist, Autor und Dokumentarfilmer
- Haug, Hartmut (* 1936), deutscher Theoretischer Physiker
- Haug, Heinrich (1900–1981), deutscher Journalist
- Haug, Helgard (* 1969), deutsche Autorin und Theaterregisseurin
- Haug, Henrike (* 1974), deutsche Kunsthistorikerin
- Haug, Horst (* 1946), deutscher Fußballspieler
- Haug, Jochen (* 1973), deutscher Jurist und Politiker (AfD), MdBJochen Haug (* 1973)

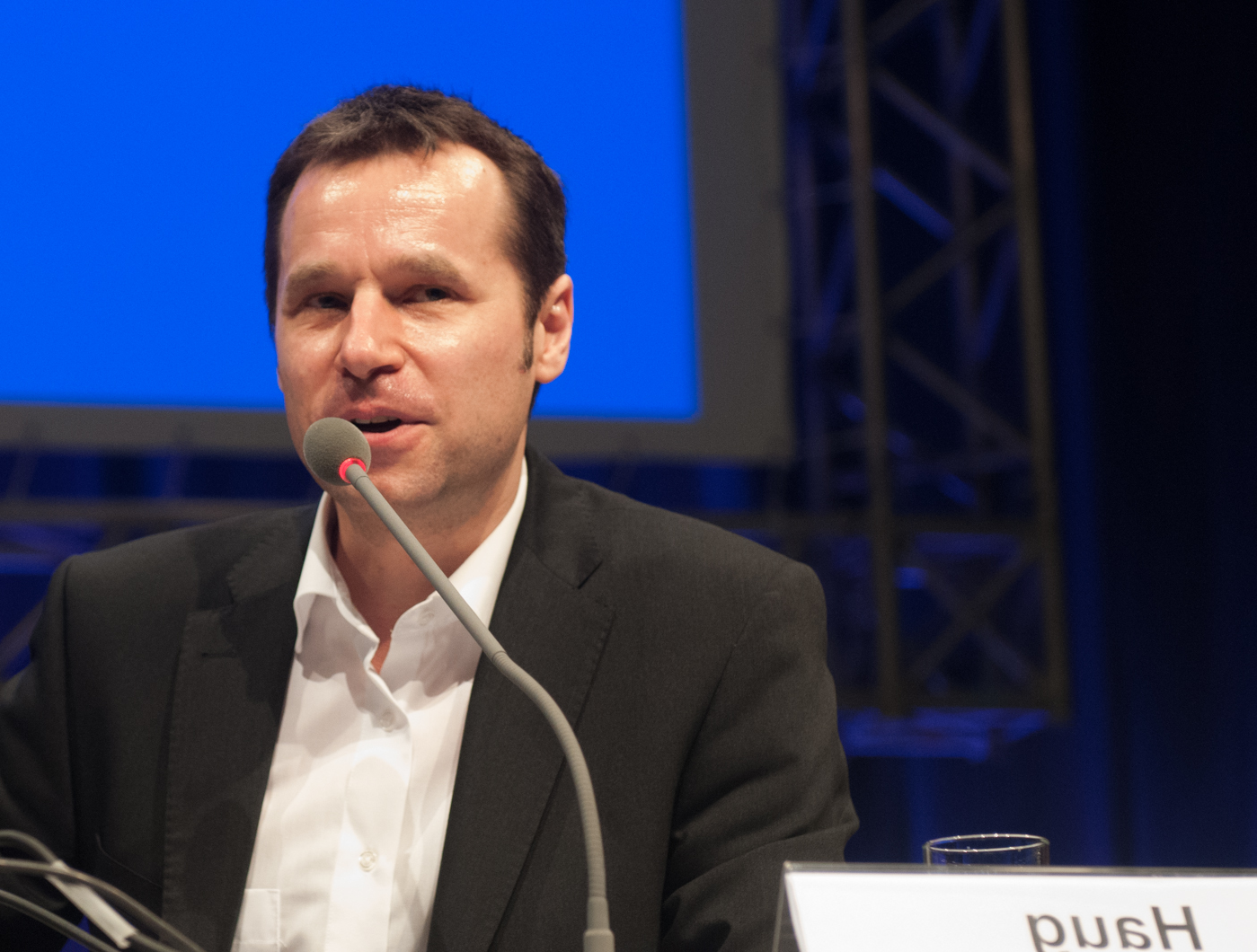
Jochen Haug (* 1973)

- Haug, Johann (1898–1957), deutscher Chauffeur und politischer Aktivist
- Haug, Johann Friedrich (1730–1793), württembergischer Instrumentenbauer
- Haug, Johann Jacob (1690–1756), pietistischer Verleger
- Haug, Johann Jakob (1567–1616), Stadtarzt in Heilbronn und Hochschullehrer
- Haug, Jörg (* 1937), deutscher Lehrer und emer. Professor
- Haug, Jürgen (1940–2012), deutscher Hörspiel- und Prosaautor
- Haug, Jürgen (* 1948), deutscher Schauspieler
- Haug, Jutta (* 1951), deutsche Politikerin (SPD), MdEP
- Haug, Lars Andreas (* 1975), norwegischer Jazzmusiker (Tuba und Sopransaxophon, Tubmarine, Komposition)
- Haug, Linn (* 1990), norwegische Snowboarderin
- Haug, Lorenz (1818–1856), deutscher Gehörlosenpädagoge
- Haug, Maria (1850–1931), deutsche Schriftstellerin
- Haug, Martin (1827–1876), deutscher Orientalist
- Haug, Martin (1895–1983), evangelischer Bischof und Theologe
- Haug, Mathis (* 1976), deutscher Folk-, Jazz- und Bluesmusiker
- Haug, Max (1898–1989), deutscher Kommunalpolitiker
- Haug, Michaela (* 1976), deutsche Ethnologin
- Haug, Norbert (* 1952), deutscher Journalist und MotorsportfunktionärNorbert Haug (* 1952)

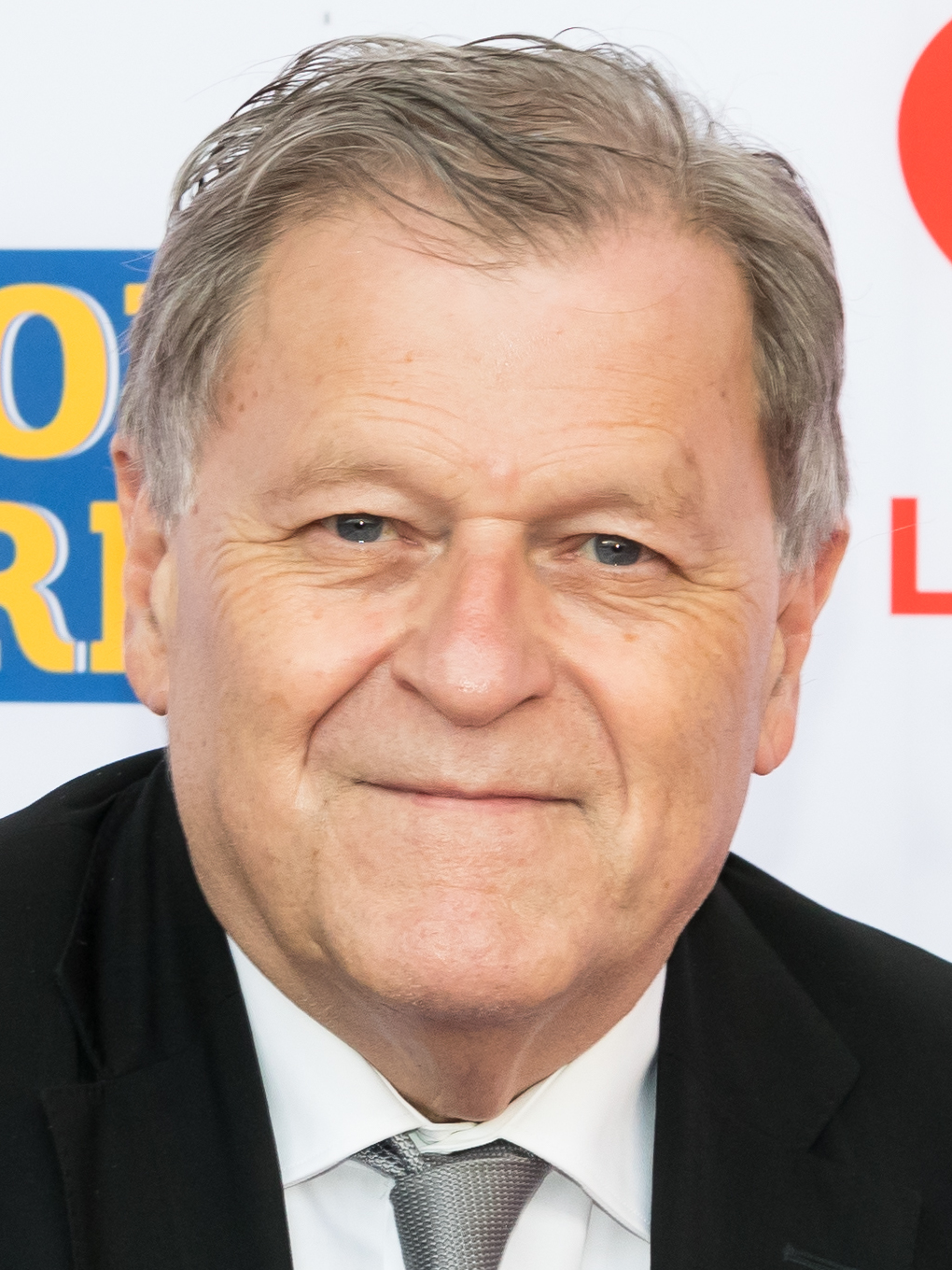
Norbert Haug (* 1952)

- Haug, Otto (1876–1948), norwegischer Leichtathlet
- Haug, Otto (1888–1979), deutscher Volksschullehrer, Heimatforscher und Autor
- Haug, Richard (1908–1998), evangelischer Pfarrer und Autor
- Haug, Robert von (1857–1922), deutscher Maler, Illustrator und Lithograph
- Haug, Robin (* 1998), norwegischer Handballspieler
- Haug, Roland (1940–2021), deutscher Autor und Osteuropa-Korrespondent
- Haug, Rolf (1922–2001), deutscher Bildhauer, Maler und Grafiker
- Haug, Sebastian (* 1974), deutscher Politiker (CDU), MdL NRW
- Haug, Steffen (* 1967), deutscher Journalist und Filmemacher
- Haug, Thomas (1927–2023), norwegischer Ingenieur und Mobilfunk-Pionier
- Haug, Thorleif (1894–1934), norwegischer Skisportler
- Haug, Tobias (* 1993), deutscher Nordischer Kombinierer
- Haug, Toomas (* 1956), estnischer Literaturwissenschaftler und Kritiker
- Haug, Ulrich (* 1951), deutscher Jurist und Hochschullehrer
- Haug, Ute (* 1966), deutsche Kunsthistorikerin und Provenienzforscherin
- Haug, Volker M. (* 1965), deutscher Jurist
- Haug, Walter (1927–2008), Schweizer Germanist
- Haug, Wilhelm (1904–1940), deutscher Politiker (NSDAP), MdL Volksstaat Hessen
- Haug, Wolfgang (* 1949), deutscher Fußballspieler
- Haug, Wolfgang (* 1955), deutscher Verleger und Publizist
- Haug, Wolfgang Fritz (* 1936), deutscher PhilosophWolfgang Fritz Haug (* 1936)

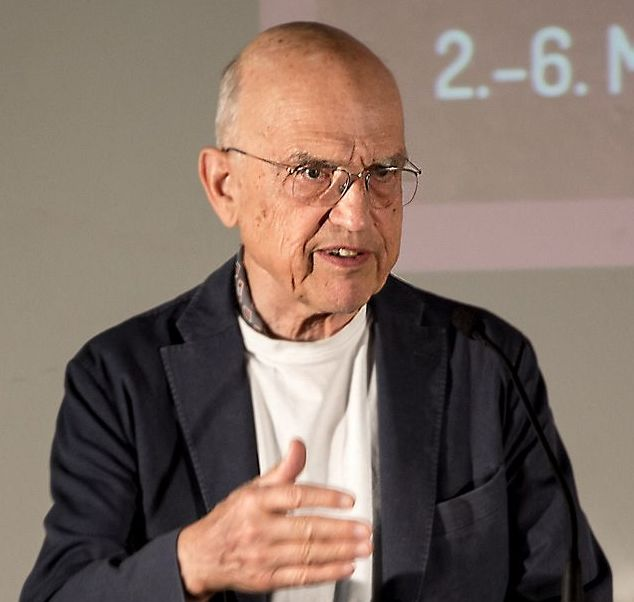
Wolfgang Fritz Haug (* 1936)

- Haug, Yvonne (* 1966), deutsche Kunstturnerin
- Haug-Moritz, Gabriele (* 1959), deutsche Historikerin

### Hauga
- Haugan, Kevin (* 2002), norwegischer Schauspieler, Tänzer und Sänger
- Haugan, Timon (* 1996), norwegischer Skirennläufer

### Hauge
- Hauge, Alfred (1915–1986), norwegischer Autor und Journalist
- Hauge, Carl W. (1908–1998), US-amerikanischer Filmtechniker
- Hauge, Finn (* 1950), norwegischer Jazzmusiker (Geige, Harmonika)
- Hauge, Frederic (* 1965), norwegischer Umweltschützer, Präsident der Bellona-Foundation
- Hauge, Hans Nielsen (1771–1824), norwegischer Laienprediger
- Hauge, Jens Christian (1915–2006), norwegischer Politiker
- Hauge, Jens Petter (* 1999), norwegischer Fußballspieler
- Hauge, Jesper (* 1972), dänischer Basketballspieler
- Hauge, Kjell Ove (* 1969), norwegischer Kugelstoßer
- Hauge, Liv Andrea (* 1995), norwegische Jazzmusikerin (Piano, Komposition)
- Hauge, Nicolay (* 1988), norwegischer Handballspieler
- Hauge, Olav H. (1908–1994), norwegischer Lyriker und Übersetzer
- Hauge, Raymond (* 1971), norwegischer Poolbillardspieler
- Hauge, Runar (* 2001), norwegischer Fußballspieler
- Hauge, Rune (* 1954), norwegischer Spieler- und Sportrechte-Vermittler
- Hauge, Rune (* 1957), norwegischer Skispringer
- Hauge, Sakura (* 1987), norwegisch-japanische Handballspielerin
- Hauge, Svein Dag (* 1959), norwegischer Gitarrist, Songwriter und Musikproduzent
- Hauge, Sven (1923–1997), norwegischer General
- Hauge, Terje (* 1965), norwegischer Schiedsrichter
- Haugeland, John (1945–2010), US-amerikanischer Philosoph
- Haugeland, Trygve (1914–1998), norwegischer Politiker
- Haugen, Anders (1888–1984), US-amerikanischer Skispringer
- Haugen, Andrea (1969–2021), deutsche Musikerin, Modell, Autorin, Schauspielerin und OkkultistinAndrea Haugen (1969–2021)

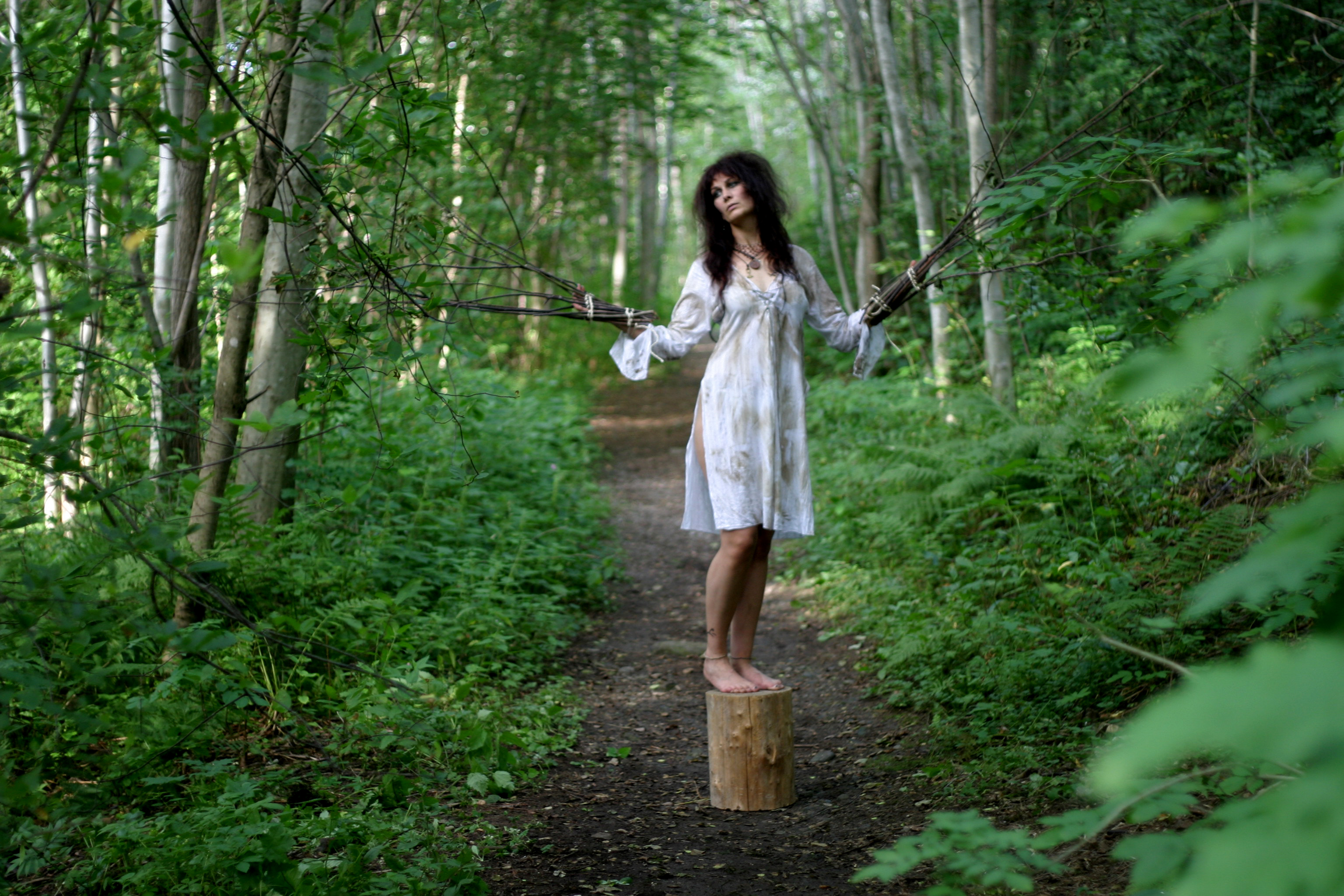
Andrea Haugen (1969–2021)

- Haugen, Arve (* 1943), norwegischer Radrennfahrer
- Haugen, Einar (1906–1994), US-amerikanischer Sprachwissenschaftler
- Haugen, Frances, US-amerikanische Informatikerin und WhistleblowerinFrances Haugen

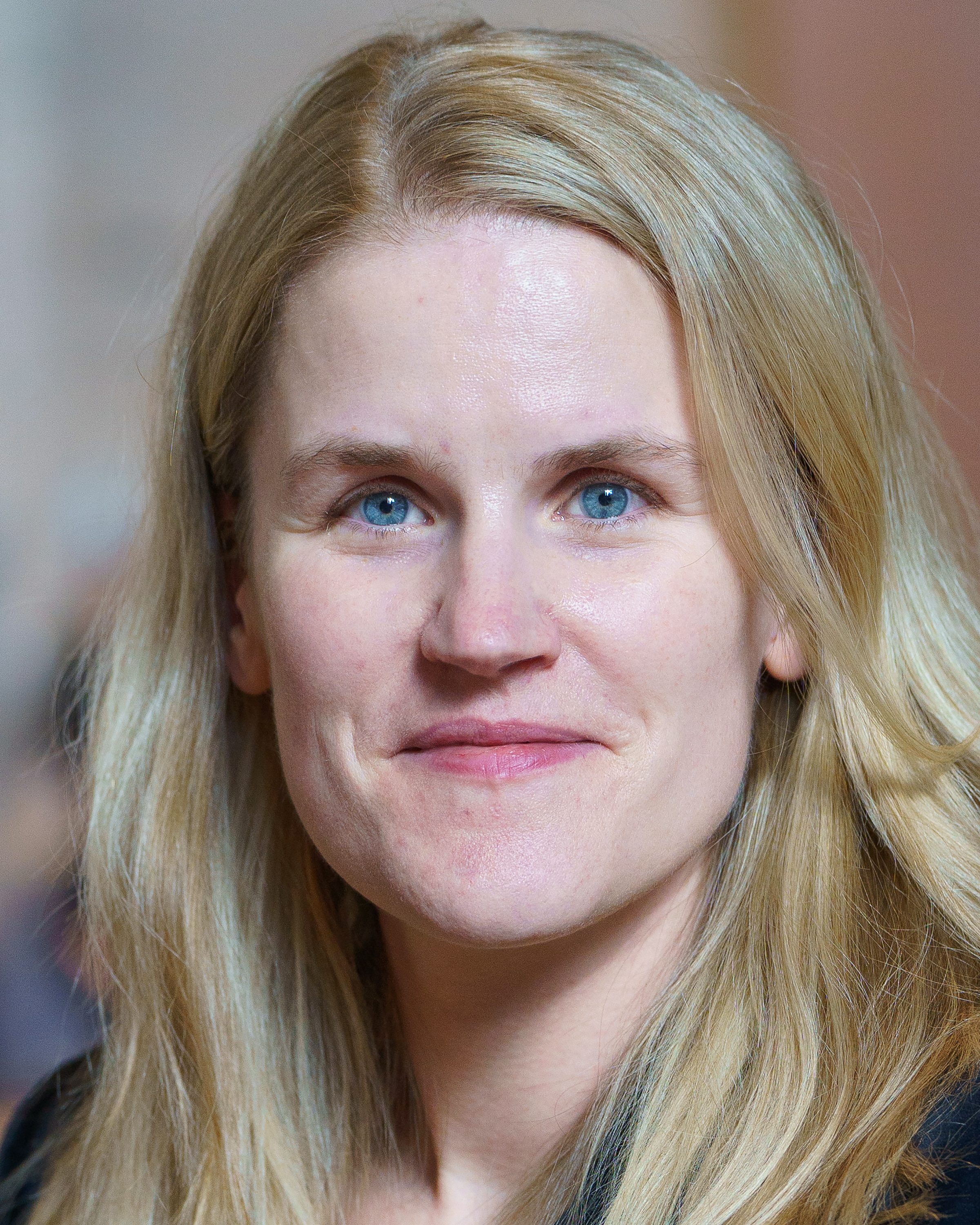
Frances Haugen

- Haugen, Gary, Gründer und Präsident der Menschenrechtsorganisation International Justice Mission
- Haugen, Gilbert N. (1859–1933), US-amerikanischer Politiker
- Haugen, Greg (1960–2025), US-amerikanischer Boxer
- Haugen, Gunhild (* 1972), norwegische Mittel- und Langstreckenläuferin
- Haugen, Ina Halle (* 2003), norwegische Leichtathletin
- Haugen, Kikkan (* 1960), norwegischer Diplomat
- Haugen, Kim (* 1958), norwegischer Schauspieler und Komiker
- Haugen, Kristine Gjelsten (* 1992), norwegische Skirennläuferin
- Haugen, Lars (* 1987), norwegischer Eishockeytorwart
- Haugen, Leif (1917–2001), norwegischer Skilangläufer
- Haugen, Nils P. (1849–1931), US-amerikanischer Politiker
- Haugen, Nora (* 2003), norwegische Leichtathletin
- Haugen, Odd Einar (* 1954), norwegischer Sprachwissenschaftler für altnordische Philologie, Hochschullehrer und Redakteur
- Haugen, Paal-Helge (* 1945), norwegischer Schriftsteller
- Haugen, Rannveig (* 1983), norwegische Handballspielerin
- Haugen, Sigurd (* 1997), norwegischer Fußballspieler
- Haugen, Tone (* 1964), norwegische Fußballspielerin
- Haugen, Tormod (1945–2008), norwegischer Schriftsteller
- Haugen, Villy (* 1944), norwegischer Eisschnellläufer
- Haugeneder, Anton, deutscher Autor
- Haugenes, Margunn (* 1970), norwegische Fußballspielerin
- Hauger, Andreas (* 1979), norwegischer Fußball- und Bandyspieler
- Hauger, Dennis (* 2003), norwegischer AutomobilrennfahrerDennis Hauger (* 2003)

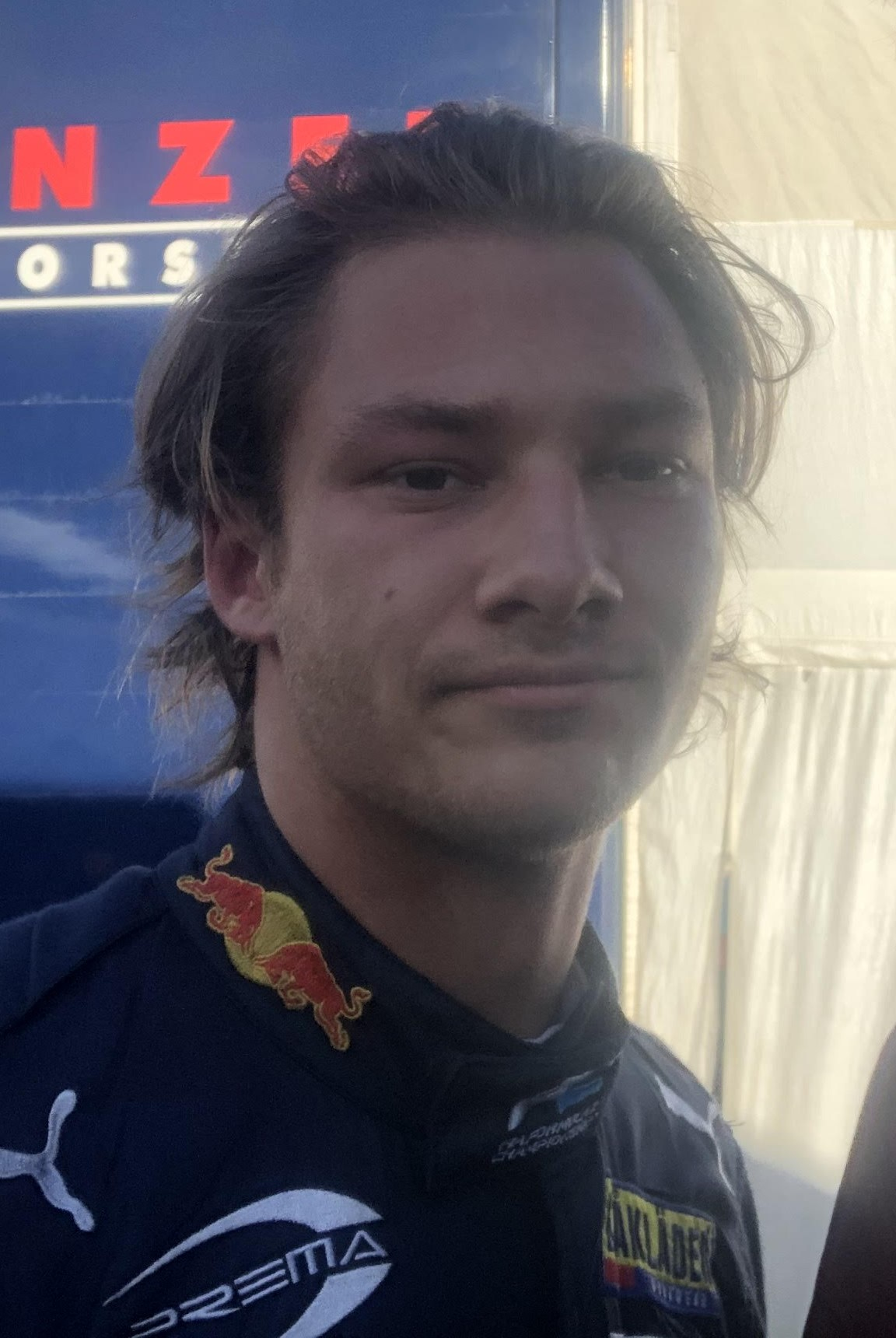
Dennis Hauger (* 2003)

- Hauger, Ernest (1873–1948), französischer römisch-katholischer Missionar, Bischof und Apostolischer Vikar von Goldküste
- Hauger, Georg (1792–1859), Militärperson im Tiroler Volksaufstand
- Hauger, Georg (* 1965), österreichischer Verkehrswissenschaftler
- Hauger, Henning (* 1985), norwegischer Fußballspieler
- Hauger, Karl (1906–1985), deutscher Forstrat und NS-Funktionär
- Hauger, Kristian (1905–1977), norwegischer Pianist, Orchesterleiter und Komponist der Jazz- und Unterhaltungsmusik
- Hauger, Torill Thorstad (1943–2014), norwegische Schriftstellerin
- Hauger-Thackery, Calli (* 1993), britische Langstreckenläuferin
- Haugerud, Dag Johan (* 1964), norwegischer Filmregisseur, Drehbuchautor, Romanautor und BibliothekarDag Johan Haugerud (* 1964)

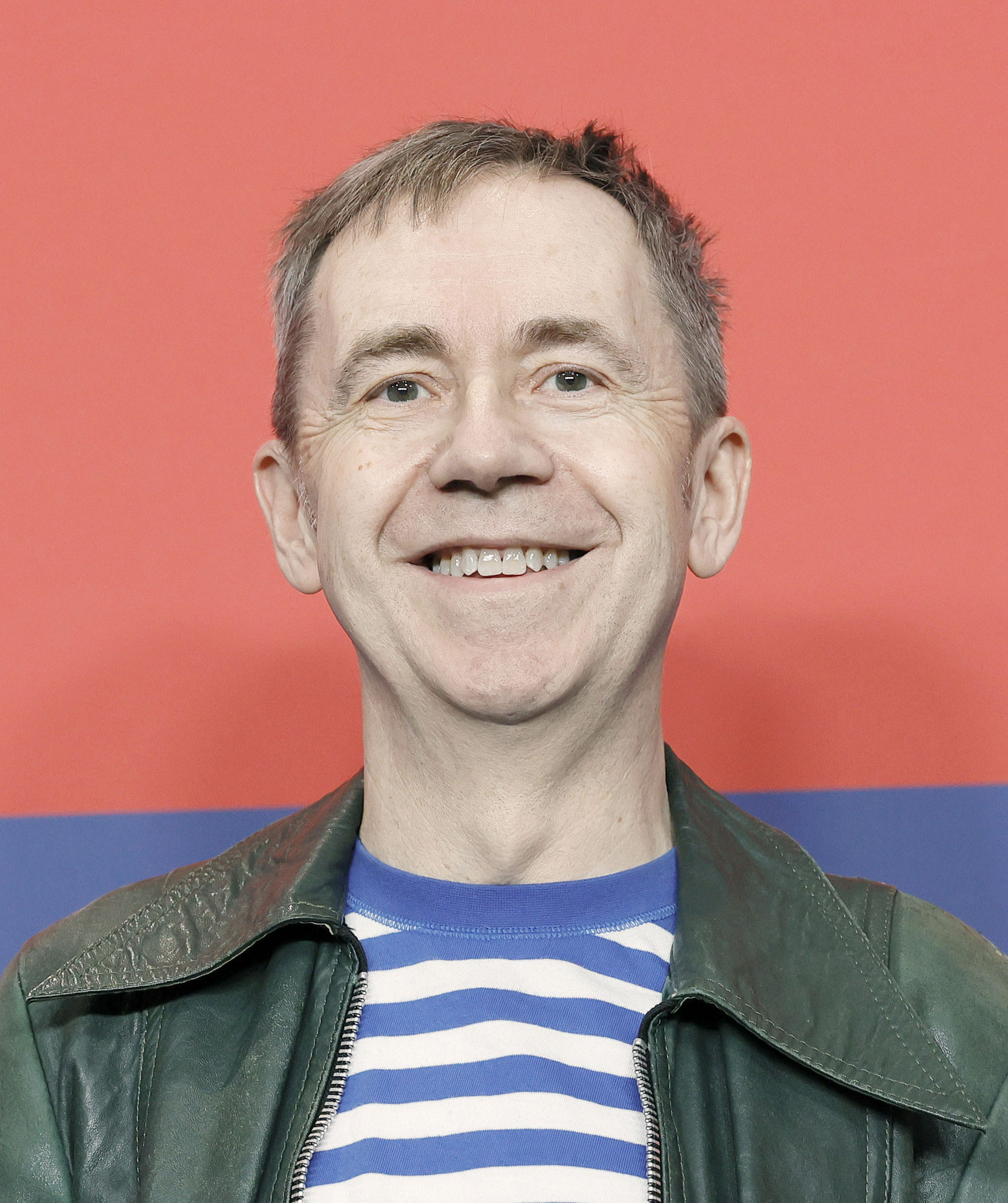
Dag Johan Haugerud (* 1964)

### Haugg
- Haugg, Alexander (* 1968), deutscher Schauspieler
- Haugg, Kornelia (* 1960), deutsche politische Beamtin
- Haugg, Norbert (1935–2024), deutscher Ingenieur
- Haugg, Pius (1905–1978), deutscher Politiker (CSU, BP), MdL Bayern

### Haugh
- Haugh, Daniel (* 1995), US-amerikanischer Hammerwerfer
- Haugh, Karl Joseph (1812–1886), deutscher Richter und Politiker
- Haugh, Kevin (1901–1969), irischer Jurist, Generalstaatsanwalt
- Haugh, Timothy D. (* 1969), US-amerikanischer General
- Haughey, Charles J. (1925–2006), irischer Politiker
- Haughey, Edward, Baron Ballyedmond (1944–2014), nordirischer Politiker und Unternehmer
- Haughey, Fred (1921–2011), englischer Fußballspieler
- Haughey, Seán (* 1961), irischer Politiker
- Haughey, Siobhan Bernadette (* 1997), chinesische Schwimmerin, die für Hongkong antritt
- Haughey, Thomas (1826–1869), US-amerikanischer Arzt und Politiker
- Haughey, William, Baron Haughey (* 1956), britischer Adliger und Geschäftsmann
- Haughian, Sam (1979–2004), britischer Langstreckenläufer
- Haughney, Mike (1925–2002), schottischer Fußballspieler
- Haughton, Alan (* 1950), englischer Komponist, Pianist und Music Performer
- Haughton, Chris (* 1978), irischer Illustrator und Autor
- Haughton, Colin (* 1972), englischer Badmintonspieler
- Haughton, Gregory (* 1973), jamaikanischer Sprinter

### Haugk
- Haugk, Dietrich (1925–2015), deutscher Regisseur, Schauspieler, Drehbuchautor, Hörspiel- und Synchronsprecher
- Haugk, Else (1889–1973), Schweizer Pilotin
- Haugk, Johann Martin von († 1761), kursächsischer Kammerherr und Rittergutsbesitzer
- Haugk, Melchior (1601–1668), deutscher Unternehmer
- Haugk, Philipp von (1850–1915), sächsischer Generalleutnant und Oberstallmeister
- Haugk, Siegfried von (1886–1955), deutscher Reiter und sächsischer Oberst
- Haugk, Virgilius, deutscher Komponist und Musiktheoretiker

### Haugl
- Haugland, Aage (1944–2000), dänischer Opernsänger (Bass, auch Bassbariton)
- Haugland, Eugen (1912–1990), norwegischer Dreispringer
- Haugland, Hanne (* 1967), norwegische Hochspringerin
- Haugland, Ian (* 1964), schwedischer RockmusikerIan Haugland (* 1964)

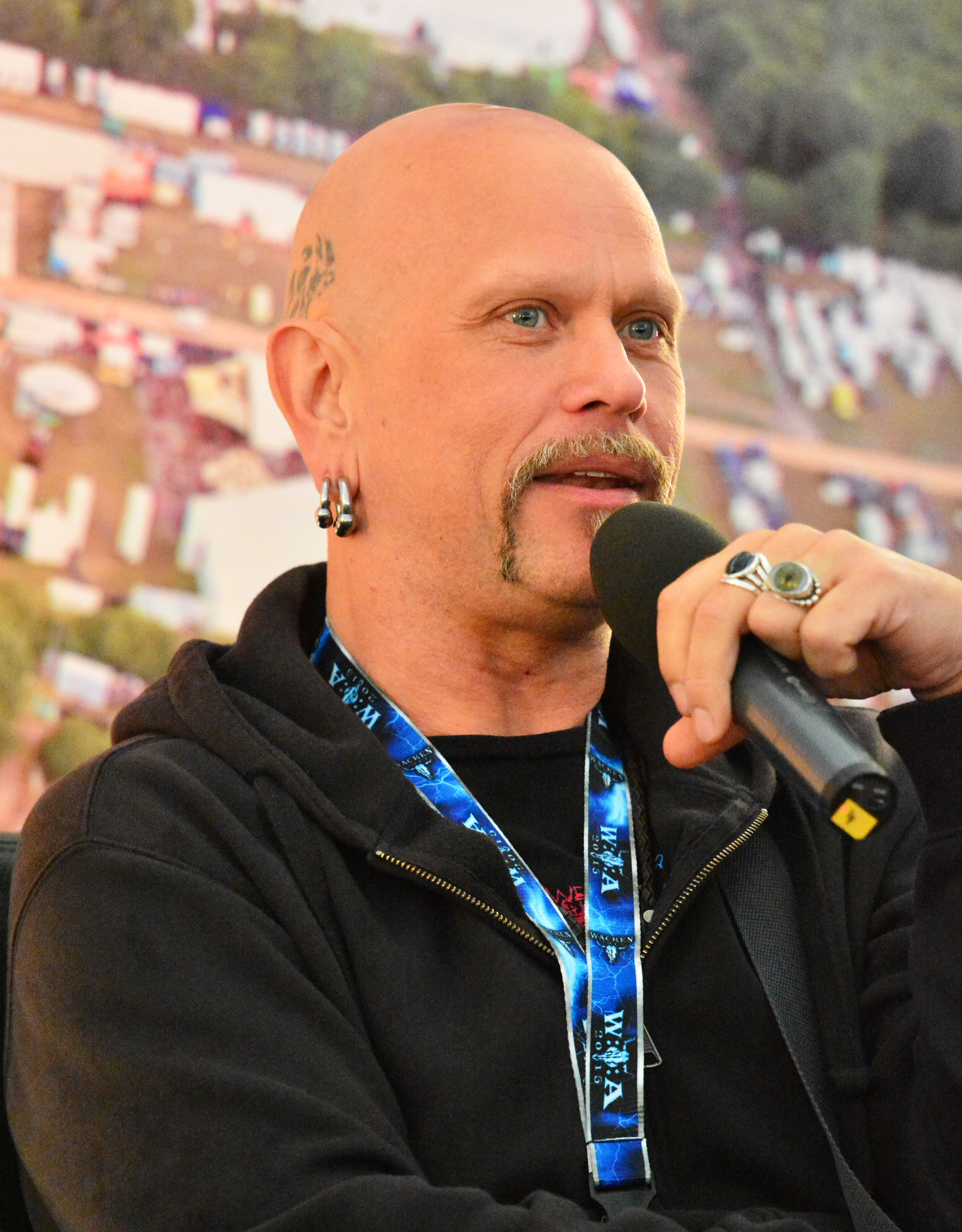
Ian Haugland (* 1964)

- Haugland, Jens (1910–1991), norwegischer Jurist und Politiker der Arbeiderpartiet
- Haugland, Knut (1917–2009), norwegischer Teilnehmer der Kon-Tiki-Expedition
- Haugland, Trude (* 1966), norwegische Fußballspielerin
- Haugland, Valgerd Svarstad (* 1956), norwegische christdemokratische Politikerin
- Haugli, Maren (* 1985), norwegische Eisschnellläuferin
- Haugli, Sverre (* 1982), norwegischer Eisschnellläufer
- Haugli, Sverre Ingolf (1925–1986), norwegischer Eisschnellläufer
- Hauglid, Roar (1910–2001), norwegischer Kunsthistoriker und Reichsantiquar
- Hauglie, Anniken (* 1972), norwegische Politikerin, Arbeitsministerin

### Haugo
- Haugová, Mila (* 1942), slowakische Lyrikerin und Übersetzerin

### Haugs
- Haugsand, Ketil (* 1947), norwegischer Cembalist, Dirigent und Hochschullehrer
- Haugse, William, US-amerikanischer Filmeditor und Filmregisseur
- Haugsoen, Knut (1935–2011), norwegischer Architekt und Jazzmusiker
- Haugsted, Line (* 1994), dänische Handballspielerin
- Haugstvedt, Asbjørn (1926–2008), norwegischer Politiker (Kristelig Folkeparti), Mitglied des Storting

### Haugw
- Haugwitz, Alfred von (1854–1924), preußischer General der Infanterie
- Haugwitz, Anna Margareta von (1622–1673), Ehefrau des schwedischen Heerführers und Staatsmanns Carl Gustav WrangelAnna Margareta von Haugwitz (1622–1673)

Anna Margareta von Haugwitz (1622–1673)

- Haugwitz, August Adolph von (1647–1706), deutscher Lyriker und Dramatiker der Barockzeit
- Haugwitz, Cecilia von († 1571), letzte Äbtissin des Klosters St. Georg (Leipzig)
- Haugwitz, Christian von (1752–1832), preußischer Staatsmann und Diplomat
- Haugwitz, Christoph von († 1597), sächsischer Amtshauptmann und Rittergutsbesitzer
- Haugwitz, Ernst von (1802–1880), deutscher Rittergutsbesitzer und Verwaltungsbeamter
- Haugwitz, Eugen Wilhelm Graf (1777–1867), österreichischer General
- Haugwitz, Friedrich Adolph von (1637–1705), kurfürstlich-sächsischer Hofbeamter und Steuerdirektor
- Haugwitz, Friedrich von (1834–1912), preußischer Generalleutnant
- Haugwitz, Friedrich Wilhelm von (1702–1765), böhmisch-österreichischer Staatsmann und VerwaltungsbeamterFriedrich Wilhelm von Haugwitz (1702–1765)

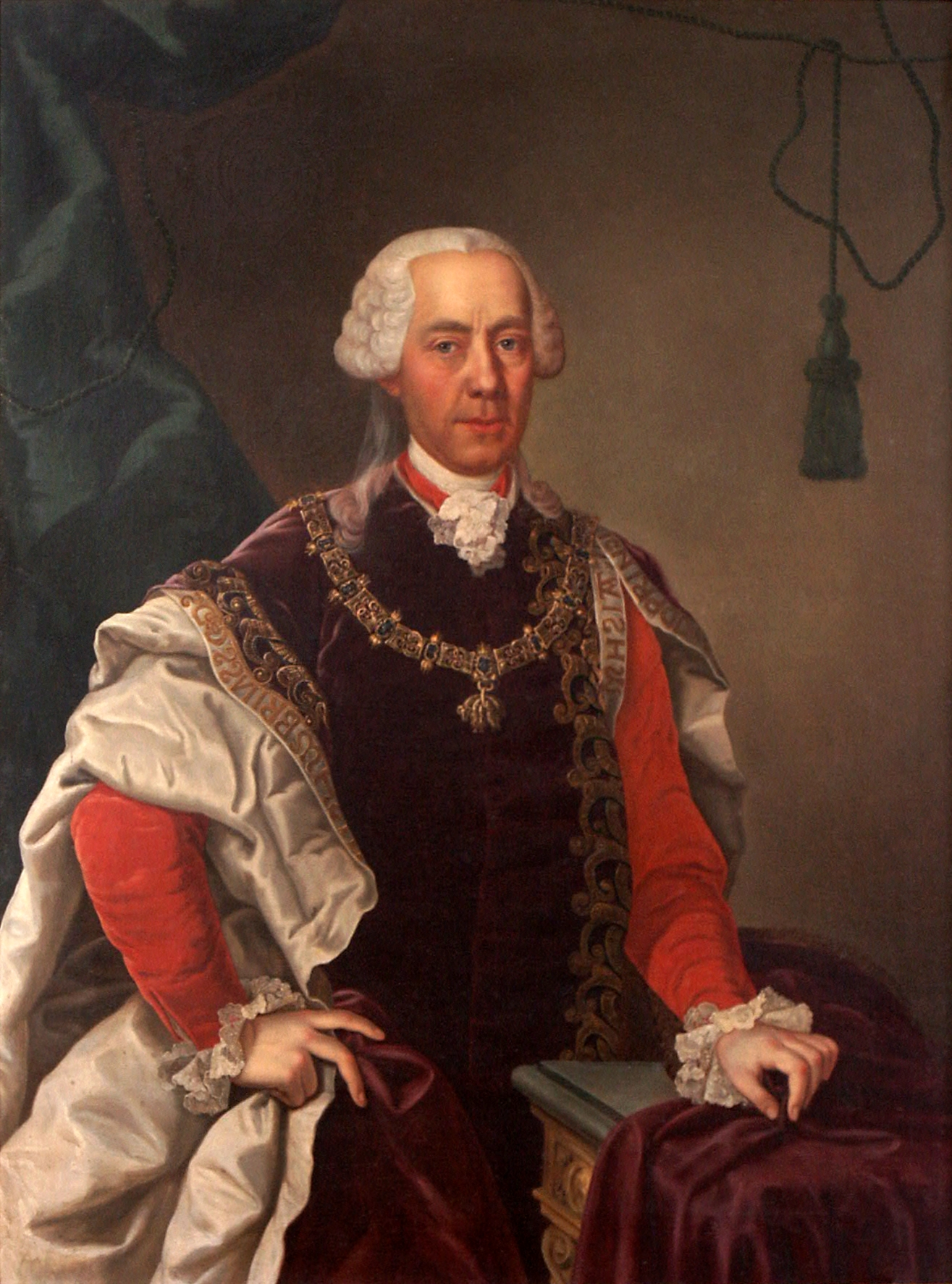
Friedrich Wilhelm von Haugwitz (1702–1765)

- Haugwitz, Georg Carl von (1674–1745), kursächsischer und polnisch-litauischer Generalmajor und Herr auf Pannwitz, 1723 Freiherr, 1732 Graf
- Haugwitz, Georg von († 1463), deutscher Geistlicher, Bischof von Naumburg (1463)
- Haugwitz, George Ludwig von († 1777), preußischer Landrat
- Haugwitz, Hans Ernst von (1780–1843), preußischer Landschaftsdirektor und Landrat
- Haugwitz, Hans Friedrich von (1735–1790), preußischer Landrat
- Haugwitz, Heinrich von (1844–1927), deutscher Rittergutsbesitzer und Parlamentarier
- Haugwitz, Johann Friedrich von (1702–1764), preußischer Landrat
- Haugwitz, Johann Wenzel von († 1813), preußischer Kriegsrat- und Landrat
- Haugwitz, Kurt von (1816–1888), deutscher Grundbesitzer, Verwaltungsbeamter und Parlamentarier
- Haugwitz, Luise von (1782–1855), deutsche Schriftstellerin
- Haugwitz, Michael von, preußischer Landrat
- Haugwitz, Otto von (1767–1842), deutscher Übersetzer und Lyriker
- Haugwitz, Paul von (1791–1856), preußischer Soldat, Beamter, Gutsbesitzer und Schriftsteller